# Aleksander Ludwik Radziwiłł
Principe Aleksander Ludwik Radziwiłł (Njasviž, 4 agosto 1594 – Bologna, 30 marzo 1654) è stato un nobile e politico polacco.

## Biografia
Era il figlio di Mikołaj Krzysztof Radziwiłł, e di sua moglie, Elżbieta Eufemia Wiśniowiecka.

## Carriera
Nel 1616, dopo la morte del padre, Aleksander Ludwik ne ereditò le tenute e dopo la morte del fratello Jan Jerzy, nel 1625, ereditò Karėličy. Nel 1642, dopo la morte del suo fratello Zygmunt Karol, ereditò la città di Njasviž.
Studiò a Njasviž e in Germania, poi ha viaggiato attraverso la Francia e l'Italia. Nel 1621 partecipò alla sconfitta dell'esercito turco-tartaro nella Battaglia di Chocim. Prese parte alla guerra contro il governo russo per Smolensk (1632-1634).
Partecipò alle elezioni al trono polacco per Vladislav IV Vaz (1632) e Giovanni II Casimiro (1648). Ottenne la legge di Magdeburgo per la sua proprietà, Biała, dove costruì un castello e fondò un'accademia.

## Matrimoni

### Primo matrimonio
Nel 1623 sposò Tekla Anna Wołłowicz (1608-1638), figlia di Hieronim Wołłowicz. Ebbero otto figli:
- Mikolaj Krzysztof Radziwiłł
- Albrecht Radziwiłł
- Jerzy Radziwiłł
- Michał Kazimierz Radziwiłł (1625-1680)
- Anna Eufemia Radziwiłł (1628-1663), sposò Stanislaus Adolf Dengof
- Joanna Katarzyna Radziwiłł (1637-1665), sposò in prime nozze Jakub Wejher e in seconde nozze Boguslaw Leszczynski
- Jan Radziwiłł
- Prancska Radziwiłł

### Secondo matrimonio
Nel 1639, sposò Katarzyna Eugenia Tyszkiewicz, figlia del governatore di Vilnius, Janusz Skumin Tyszkiewicz. Ebbero due figli:
- Ludwik Radziwiłł
- Eleonora Radziwiłł

### Terzo matrimonio
Nell'ottobre 1642 a Varsavia, sposò l'aristocratica italiana, Lucrezia Maria Strozzi (?-1694). Ebbero due figli:
- Dominik Mikołaj Radziwiłł (1643-1697)
- Cecylia Maria Radziwiłł (1643-1682), sposò Mikołaj Hieronim Sieniawski

## Morte
Morì il 30 marzo 1654 a Bologna. Suo figlio, Michał Kazimierz, portò il corpo di suo padre a Njasviž, dove fu sepolto nella tomba di famiglia.